# Hymenophyllum l'herminieri
Hymenophyllum l'herminieri är en hinnbräkenväxtart som beskrevs av Georg Heinrich Mettenius och Oskar Kuhn. Hymenophyllum l'herminieri ingår i släktet Hymenophyllum och familjen Hymenophyllaceae. Inga underarter finns listade.